# Oprișești (okręg Hunedoara)
Oprișești – wieś w Rumunii, w okręgu Hunedoara, w gminie Balșa. W 2011 roku liczyła 30 mieszkańców.